# Молибога Олег Олексійович
Олег Олексійович Молибо́га (27 лютого 1953 , Дніпро  — 9 червня 2022 , Москва ) — український радянський волейболіст, олімпійський чемпіон. Зріст — 193 см. Вага — 86 кг. Нападник. Один з найкращих нападників другого темпу в історії волейболу.

## Життєпис
Олег Молибога тренувався в Дніпропетровську, виступав за місцевий «Авангард», згодом за ленінградське «Динамо», а з 1975 за московське ЦСКА. У 1970-і роки був одним із провідних волейболістів світу.
1976 року у складі збірної СРСР з волейболу здобув срібні олімпійські медалі, а за чотири роки, на московській Олімпіаді, команда разом із ним здобула золото.
Збірна СРСР разом із Молибогою перемагала також на чемпіонатах світу 1978 та 1982 років.
Олег Молибога був тренером збірної Радянського Союзу, Об'єднаної команди і збірної Росії з волейболу.